# Де Вейверберг
«Де Вейверберг» (нід. Stadion De Vijverberg) — футбольний стадіон у Дутінгемі, Нідерланди, домашня арена ФК «Де Графсхап».
Стадіон відкритий 1954 року на місці колишнього однойменного готелю. У ході реконструкції 1970 року споруджено три трибуни та один додатковий сектор. У кінці 1980-х років над трибунами споруджено дах. Протягом 1998—1999 років здійснено капітальну реконструкцію арени, у ході якої перебудовано всі трибуни, встановлено окремі пластикові крісла на глядацьких місцях та збільшено кількість стоячих місць, модернізовано інфраструктуру стадіону. 2008 року у цілях безпеки стоячі місця було трансформовано виключно у сидячі, в результаті чого потужність арени становить 12 600 глядачів. 
Назва стадіону походить від колишнього однойменного готелю, на місці якого побудовано арену.
До 2005 року поблизу стадіону функціонувала однойменна приміська залізнична станція.